# Kiribati aux Jeux olympiques d'été de 2016
Les Kiribati participent aux Jeux olympiques d'été de 2016 à Rio de Janeiro. Il s'agit de leur 4e participation aux Jeux d'été, auxquels le pays n'a encore jamais remporté de médaille.
Avec trois représentants dans deux disciplines sportives, les Gilbertins ne remportent pas non plus de médaille à ces Jeux.

## Athlétisme
Courses
| Athlète           | Épreuve      | Séries  | Séries | Demi-finales  | Demi-finales  | Finale        | Finale        |
| Athlète           | Épreuve      | Temps   | Rang   | Temps         | Rang          | Temps         | Rang          |
| ----------------- | ------------ | ------- | ------ | ------------- | ------------- | ------------- | ------------- |
| John Ruuka        | 100 m hommes | 11 s 65 | 6e     | Non qualifié  | Non qualifié  | Non qualifié  | Non qualifié  |
| Karitaake Tewaaki | 100 m femmes | 14 s 70 | 8e     | Non qualifiée | Non qualifiée | Non qualifiée | Non qualifiée |

## Haltérophilie
David Katoatau se qualifie via les championnats régionaux pour participer dans la catégorie des moins de 105 kg. C'est sa troisième participation aux Jeux olympiques. Aux Jeux de 2012, il avait été le premier Gilbertin à se qualifier au mérite pour des Jeux olympiques, toutes disciplines sportives confondues (en 2008 il avait bénéficié d'une invitation sans s'être qualifié, en vertu du principe olympique d'universalité). Il avait terminé à la 17e place (sur 21). En 2014, il avait remporté la médaille d'or aux Jeux du Commonwealth à Glasgow, signant ainsi la meilleure performance jamais réalisée par un athlète gilbertin dans une compétition internationale. Ses danses à l'issue des arrachés et des épaulés-jetés font la Une des médias internationaux.
| Athlète        | Compétition   | Arraché  | Arraché | Épaulé-jeté | Épaulé-jeté | Total  | Rang |
| Athlète        | Compétition   | Résultat | Rang    | Résultat    | Rang        | Total  | Rang |
| -------------- | ------------- | -------- | ------- | ----------- | ----------- | ------ | ---- |
| David Katoatau | -69 kg hommes | 145 kg   | 17e     | 204 kg      | 12e         | 349 kg | 14e  |